# Marbois
Marbois es una comuna nueva francesa situada en el departamento de Eure, de la región de Normandía.

## Historia
Fue creada el 1 de enero de 2016, en aplicación de una resolución del prefecto de Eure de 23 de noviembre de 2015 con la unión de las comunas de Chanteloup, Le Chesne, Les Essarts y Saint-Denis-du-Béhélan, pasando a estar el ayuntamiento en la antigua comuna de Le Chesne.

## Demografía
| Gráfica de evolución demográfica de Marbois entre 1800 y 2013 |
|                                                               |

Los datos entre 1800 y 2013 son el resultado de sumar los parciales de las cuatro comunas que forman la nueva comuna de Marbois, cuyos datos se han cogido de 1800 a 1999, para las comunas de Chanteloup, Le Chesne, Les Essarts y Saint-Denis-du-Béhélan de la página francesa EHESS/Cassini. Los demás datos se han cogido de la página del INSEE.

## Composición
| Comuna delegada        | Código INSEE | Población (2013) | Superficie (km²) | Densidad (hab./km²) |
| ---------------------- | ------------ | ---------------- | ---------------- | ------------------- |
| Chanteloup             | 27145        | 92               | 4.20             | 22                  |
| Le Chesne              | 27157        | 591              | 17.61            | 34                  |
| Les Essarts            | 27225        | 448              | 15.18            | 30                  |
| Saint-Denis-du-Béhélan | 27532        | 205              | 9.55             | 21                  |